# Зеленозубая Дженни
Зеленозубая Дженни (также Злая Дженни, Зеленозубая Джинни; англ. Jenny Greenteeth, Jinny Greenteeth, Wicked Jenny, Ginny Greenteeth, Jeannie Greenteeth; с древне-англ. языка «Jenny» — «справедливая») — речная или болотная ведьма в английском фольклоре, которой, вероятно, объясняли жестокую гибель людей в водоёмах. Известна в графствах Ланкашир, Чешир, Шропшир, Йоркшир.
По легендам, Зеленозубая Дженни имела зелёное тело, длинные волосы, похожие на водоросли в воде, большие ногти и острые как нож зелёные клыки, торчащие изо рта. Некоторые люди считают её русалкой и описывают её точно так же, но только с рыбьим хвостом. 
Зеленозубая Дженни любила топить маленьких детей ради забавы. Как и в случае многих других страшных персонажей из фольклора, ею пугали детей, чтобы они хорошо себя вели и не подходили близко к кромке воды, ибо их утащит Дженни на дно водоёма. Зеленозубая Дженни не только топила детей, но и до крови царапала их, перекусывала им горло или просто пугала их своим уродливым внешним видом. О приближении Дженни свидетельствует так называемая «зелёная пена» (подразумевается ряска). На местах, где протекает река Тис, эту же «пену» называют «Стиркой Пег Паулер». Иногда, по ночам, чудовище скрывается на ветвях деревьев.
Появляется в романе Терри Пратчета "Маленький свободный народец", где пытается утащить в воду сначала Тиффани Болит, а потом и её брата Вентворта, но получает сковородой по голове от Тиффани.